# جنا استراچ
جنا استراچ (انگلیسی: Jenna Strauch؛ زادهٔ ۲۴ مارس ۱۹۹۷) شناگر زن اهل استرالیا است.
وی در مسابقات کشوری و بین‌المللی در مجموع برندهٔ ۱ مدال طلا، ۵ مدال نقره شده است.